# موتور حاج صالح کرم زهی
موتور حاج صالح کرم زهی یک منطقهٔ مسکونی در ایران است که در دهستان بزمان واقع شده‌است.